# Tapacul de Brasília
El tapacul de Brasília (Scytalopus novacapitalis) és una espècie d'ocell de la família dels rinocríptids (Rhinocryptidae).

## Hàbitat i distribució
Habita els boscos de ribera. Conegut únicament a l'est de Brasil, a les proximitats de Brasília.